# Hanna Rosvall
Hanna Rosvall (* 10. Februar 2000 in Ängelholm) ist eine schwedische Schwimmerin.

## Karriere
Ihren ersten internationalen Erfolg verzeichnete Rosvall bei den Europäischen Jugendschwimmmeisterschaften 2017, wo sie Gold gewann. In der Kategorie 50 m Schmetterling erreichte sie den vierten Platz.
Bei den Kurzbahneuropameisterschaften 2017 gewann Rosvall Gold. Bei den Kurzbahneuropameisterschaften 2021 gewann Rosvall in der Kategorie 4 × 50 m Lagen Gold. In der Kategorie 4 × 100 Lagen erreichte sie den vierten Platz.
2024 belegte sie bei den Olympischen Spielen in Paris mit der schwedischen Lagenstaffel den siebten Platz.